# کانال مونتگومری
کانال مونتگومری (ولزی: Camlas Trefaldwyn) که در محاوره با عنوان «مونتی» شناخته می‌شود، کانال مونتگومری، کانالی نیمه‌مرمت‌شده در شرق ناحیهٔ پاویس (در کشور ولز) و شمال‌غربی شهرستان شراپشایر (در انگلستان) است. این کانال به طول تقریبی ۵۳ کیلومتر از نقطه‌ای موسوم به «تقاطع فرانکتون» در کانال لنگولن آغاز می‌شود و از طریق مناطق لانی‌مانک و ولش‌پول به شهر نیوتاون می‌رسد. در مسیر خود، این کانال از مرز میان انگلستان و ولز عبور می‌کند.
این کانال رسماً در قانون آبراه‌های بریتانیا در سال ۱۹۸۷ به عنوان کانال مونتگومری نامگذاری شد. با این حال، قبل از این اقدام، به‌طور غیررسمی با این نام شناخته می‌شد. این کانال از شاخه‌های شرقی و غربی کانال مونتگومریشر و شاخه لانیمنک کانال السمیر تشکیل شده است. کانال مونتگومری شایر از Llanymynech تا نیوتاون امتداد داشت. این کانال به‌نام شهرستان تاریخی مانتگُمری‌شر نام‌گذاری شد، چراکه مسیر آن از این ناحیه عبور می‌کرد. کانال مانتگُمری‌شر به دو شاخهٔ غربی و شرقی تقسیم شده بود که در منطقه‌ای به‌نام گارثمِل (Garthmyl) به هم می‌پیوستند.
در نزدیکی شهر لانی‌مانک (Llanymynech)، در محل دریچه‌های قفل‌دار کارِهُوفا (Carreghofa Locks)، این کانال به شاخهٔ لانی‌مانک از کانال الزمیر (Ellesmere Canal) متصل می‌شد. شاخهٔ لانی‌مانک نیز از کارهُوفا تا فرانکتون جانکشن (Frankton Junction) ادامه می‌یافت، جایی‌که با کانال امروزی لنگولن (Llangollen Canal) پیوند می‌خورد.
کانال مانتگُمری هرگز به شهر مانتگُمری نرفته و در هیچ مرحله‌ای از تاریخ نیز به آن منتهی نشده است. نام این کانال از شهرستان مانتگُمری‌شر گرفته شده، نه از خود شهر.
ترکیب امروزیِ «کانال مانتگُمری» در حقیقت از سه بخش تاریخی تشکیل شده که در میانهٔ قرن نوزدهم به سیستم کانال‌های اتحادیهٔ شراپشایر (Shropshire Union Canal) پیوستند:
- شاخهٔ الزمیر به‌همراه شاخهٔ لانی‌مانک در سال ۱۸۴۶
- شاخهٔ شرقی کانال مانتگُمری‌شر در سال ۱۸۴۷
- شاخهٔ غربی این کانال در سال ۱۸۵۰
کانال مانتگُمری پس از یک شکستگی (نشت ساختاری) در سال ۱۹۳۶ به تدریج از کاربری افتاد و در نهایت در سال ۱۹۴۴ به‌صورت رسمی رها شد. در حال حاضر، تنها ۸ مایل (معادل ۱۳ کیلومتر) از مسیر این کانال—from فرانکتون جانکشن تا پل کرک‌هِیث—قابل کشتیرانی و به شبکهٔ ملی *Canal & River Trust* متصل است.
علاوه بر این، یک بخش کوتاه به طول ۰٫۵ مایل (حدود ۰٫۸ کیلومتر) در لانی‌مانک و همچنین بخش مجزای دیگری به طول ۱۲ مایل (نزدیک به ۱۹ کیلومتر) پیرامون منطقهٔ ولش‌پول نیز قابل کشتیرانی‌اند، اما این دو قطعه از شبکهٔ اصلی کانال‌های کشور بریتانیا جدا هستند و اتصال پیوسته‌ای با آن ندارند.
فعالیت‌های مرمتی همچنان ادامه دارد تا این بخش‌های پراکنده به یکدیگر متصل شوند و مسیر کامل‌تری برای کشتیرانی و استفادهٔ تفریحی احیا گردد. این تلاش‌ها، بخشی از برنامهٔ بلندمدت برای احیای فرهنگی، زیست‌محیطی و گردشگری این مسیر آبی تاریخی محسوب می‌شود.

## تاریخچه

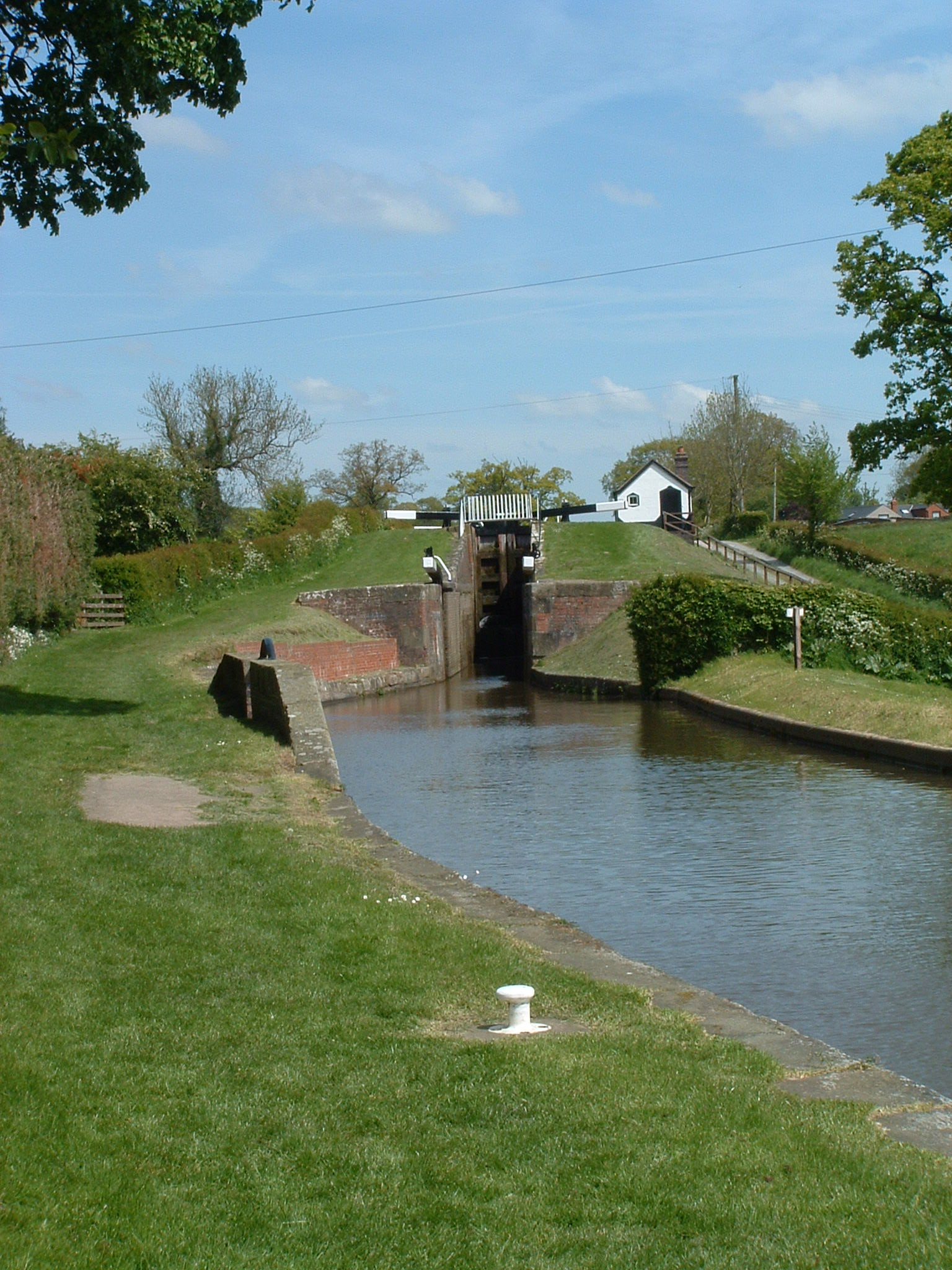
قفل راه پله فرانکتون

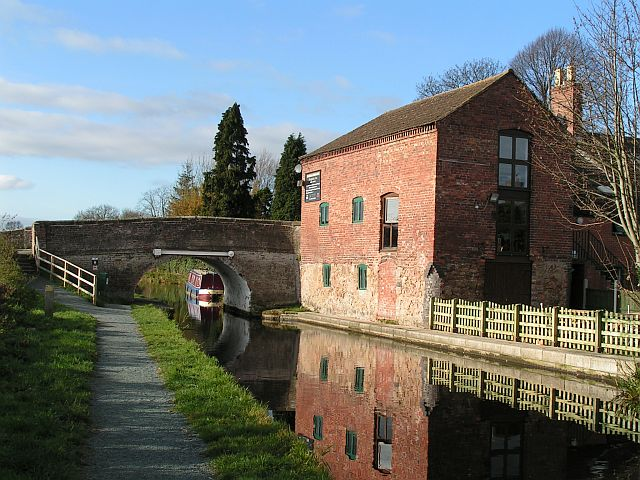
ماسبوری مارش

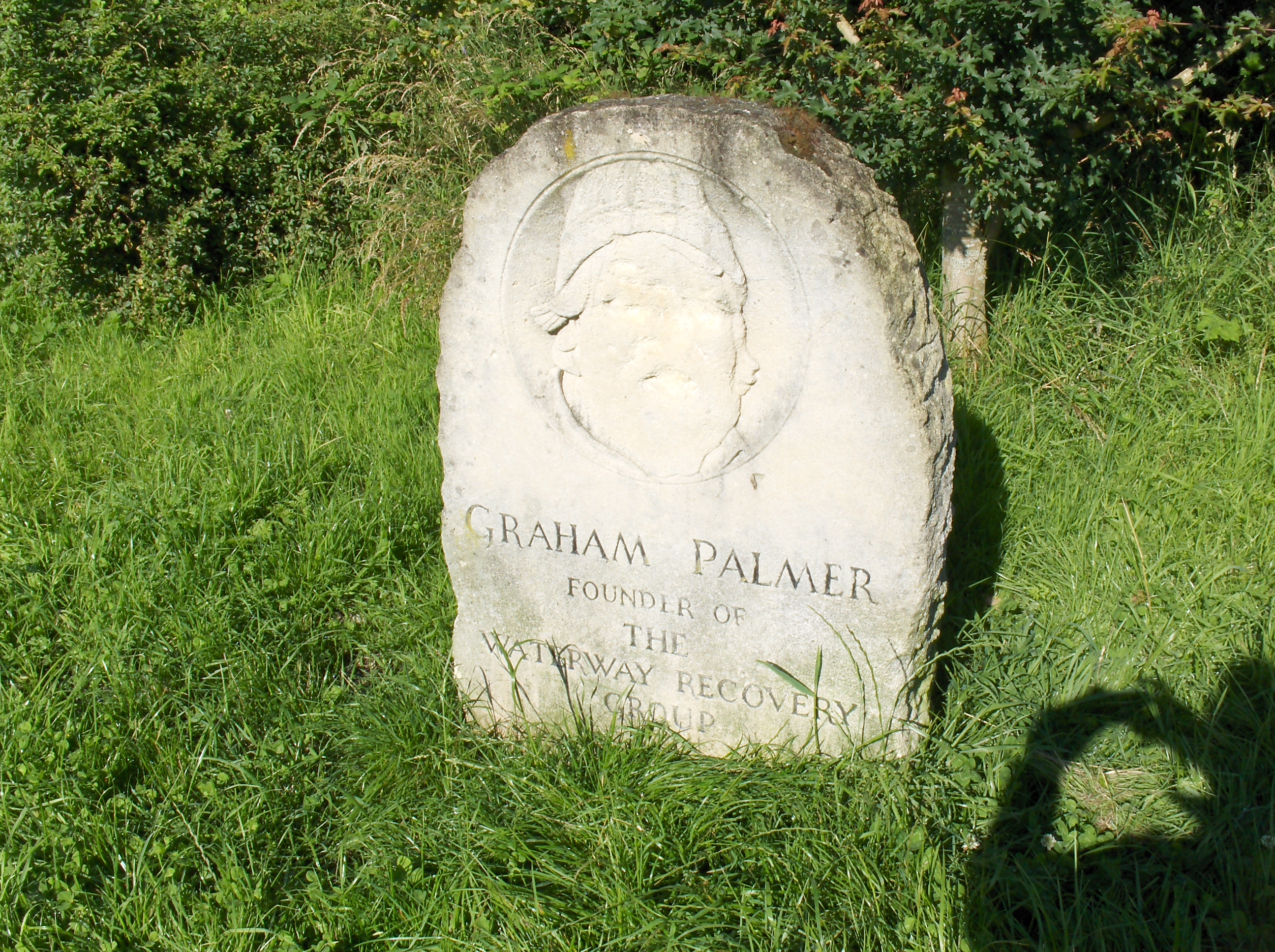
سنگ یادبود گراهام پالمر، بنیانگذار گروه بازیابی آبراه، واقع در مجاورت گراهام پالمر لاک در کانال مونتگومری

کانال مانتگُمری‌شر با هدفی متفاوت از بسیاری دیگر از کانال‌های بریتانیا در همان دوران طراحی شد. در حالی‌که اغلب کانال‌های هم‌عصر آن از طریق حمل‌ونقل کالا درآمدزایی می‌کردند و از نظر مالی پایدار بودند، کانال مانتگُمری‌شر برای عبور از نواحی روستایی طراحی شده بود—جایی که نه تراکم جمعیتی بالایی داشت و نه فرصت‌های تجاری گسترده.
در نتیجه، هدف اصلی از احداث این کانال، انتقال آهک برای مصارف کشاورزی بود؛ ماده‌ای که می‌توانست کیفیت خاک درهٔ «سیوِرن علیا» را افزایش دهد و آن منطقه را برای کشت و زرع مناسب‌تر سازد. به‌بیان دیگر، این پروژه راهکاری بود برای اصلاح اراضی و توسعهٔ کشاورزی در یکی از مناطق کمتر توسعه‌یافتهٔ ولز و انگلستان.

در همین راستا، بسیاری از سرمایه‌گذاران اصلی این کانال، مالکان محلی زمین‌های کشاورزی بودند که به‌جای کسب سود از سهام، امید داشتند از طریق بهبود عملکرد محصولات زراعی و افزایش بهره‌وری زمین‌هایشان، بازگشت سرمایه را تجربه کنند.